# Scyloxes
Genre
Scyloxes est un genre d'araignées aranéomorphes de la famille des Scytodidae.

## Distribution
Les espèces de ce genre se rencontrent au Tadjikistan, en Thaïlande et en Malaisie.

## Liste des espèces
Selon World Spider Catalog (version 23.0, 28/02/2022) :
- Scyloxes asiatica Dunin, 1992
- Scyloxes magna (Bristowe, 1952)
- Scyloxes zhaoi (Wu & Li, 2017)

## Systématique et taxinomie
Ce genre a été décrit par Dunin en 1992 dans les Scytodidae.

## Publication originale
- Dunin, 1992 : « The spiders family Scytodidae of the USSR fauna. » Trudy Zoologicheskogo Instituta, vol. 226, p. 74-82.